# Plantago remota
Plantago remota är en grobladsväxtart som beskrevs av Jean-Baptiste de Lamarck. Plantago remota ingår i släktet kämpar, och familjen grobladsväxter. Inga underarter finns listade i Catalogue of Life.